# تام هنینگ اوربو
تام هنینگ اوربو (۲۶ ژوئن ۱۹۶۶) داور سابق است.

## حرفه
اوربو از بیستم سپتامبر ۱۹۹۲ در لیگ برتر فوتبال نروژ شروع به کار کرد. از سال ۱۹۹۴ او داور فیفا بود. در دسامبر ۲۰۰۷ وی به عنوان یکی از دوازده داور مسابقات جام ملت‌های اروپا ۲۰۰۸ معرفی شد. او در آنجا بازی آلمان و لهستان و همچنین بازی ایتالیا و رومانی را قضاوت کرد. پس از بازی دوم، که در آن او به اشتباه گل ایتالیا را آفساید اعلام کرد، و همچنین یک پنالتی جنجالی علیه ایتالیا گرفت، از مسابقات کنار گذاشته شد.
در ۶ مه ۲۰۰۹ اوربو قضاوت دیدار برگشت مرحله نیمه نهایی لیگ قهرمانان اروپا ۰۹–۲۰۰۸ بین چلسی و بارسلونا در استمفوردبریج را بر عهده گرفت و تصمیمات بحث‌برانگیزی را علیه میزبان گرفت. در پایان و بعد از بازی، øvrebø در مرکز انتقادات و درگیری‌ها قرار گرفت. وی توسط بازیکنان چلسی، به ویژه دیدیه دروگبا و میشائل بالاک مورد محاصره و توهین قرار گرفت و مجبور شد در حالی که او را محافظت کرده بودند زمین مسابقه را ترک کند. طبق گزارش روزنامه‌ها، اوروبی پس از بازی یک سری تهدید به مرگ دریافت کرد، که این امر وی را به تغییر هتل و بازگشت به خانه تحت حمایت پلیس سوق داد. در سال ۲۰۱۸، اوربی اعتراف کرد که بهترین روز او نبوده و مرتکب اشتباهاتی شده‌است، به همین دلیل نمی‌تواند به قضاوت آن بازی افتخار کند.
همچنین پس از اولین مرحله حذفی لیگ قهرمانان اروپا ۲۰۰۹/۱۰ بین بایرن مونیخ و فیورنتینا، اوربو به دلیل قبول نکردن گل میروسلاو کلوزه برای بایرن به دلیل آفساید مورد انتقاد قرار گرفت. اوربو بعداً از تصمیم اشتباه خود ابراز تاسف کرد و اظهار داشت که در آن صحنه منتهی به گل به کمک خود اعتماد کرده بود.
در ماه مه ۲۰۱۰، اوربو پس از عدم انتخاب شدن در جام جهانی ۲۰۱۰، به کار خود در عرصه بین‌المللی پایان داد.
اوربی در دانشگاه اسلو روانشناسی خواند و در سال ۱۹۹۸ با موفقیت فارغ‌التحصیل شد.

## شواهد فردی
1. ↑  http://www.20min.ch/sport/fussball/story/29745588
2. ↑  http://www.telegraph.co.uk/football/2018/02/18/chelsea-barca-2009-semi-final-ref-admits-mistakes-says-cant/
3. ↑  Bericht über das Spiel FC Chelsea - FC Barcelona (spiegel.de)
4. ↑  SID (2010-05-21). "International: Schiedsrichter Övrebö beendet Karriere". Focus Online. Retrieved 2018-10-14. بایگانی‌شده  در ۲۰۲۰-۱۰-۲۲ توسط Wayback Machine

الگو:اطلاعات شخص